# کیم یونگ-سوک
کیم یونگ-سوک (انگلیسی: Kim Young-sook؛ زادهٔ ۱۷ فوریهٔ ۱۹۶۵) بازیکن هاکی روی چمن اهل کره جنوبی بود.
از افتخارات وی میتوان به کسب مدال نقره در بازی‌های المپیک تابستانی ۱۹۸۸ اشاره‌کرد.